# Koto Kodama
Koto Kodama (bürgerlich Josef Fischer; * 8. Mai 1973 in Salzburg) ist ein österreichischer Schriftsteller und Drehbuchautor.

## Werdegang
2004 begann er ein Studium Mediengestalter Bild und Ton an der Hochschule Macromedia in München. Von 2004 bis 2014 war er als Kameramann, Filmeditor und Drehbuchautor bei ProSiebenSat.1 Media in München tätig.

## Werke
Unter dem Autorennamen Koto Kodama:
- Doppelopfer. A.P.P. Verlag, Laichingen 2019, ISBN 978-3-96115-441-8.

- Ruhig, Brauner! A.P.P. Verlag, Laichingen 2019, ISBN 978-3-96115-507-1.
- Ereignishorizont (2. Anthologie des Strange Tales Club mit 10 weiteren Autoren), ISBN 978-1706217541, veröffentlicht November 2019
- Heebie-Jeebies: Unheimliche Angstzustände, Berlin, 2023, epubli, ISBN 978-3-7575-1472-3